# Дом Давида
Дом Давида (ивр. מלכות בית דוד‎, Malkhut Beit David — «Царство дома Давида») — династия иудейских царей, восходящая к царю Давиду. Археологическим свидетельством в пользу существования дома Давида является стела Тель-Дана. Дом Давида происходил из колена Иуды. Согласно библейским пророчествам (например, Иер. 33:15), из рода Давида должен был произойти Мессия, и поэтому к Давиду возводили происхождение Иисуса Христа. 
Согласно Евангелию от Матфея родословие дома Давида от царя Давида и до переселения в Вавилон выглядит так:
```
             
Давид

           _____|_______
          |             |
     
Соломон
      
Авессалом

          |
      
Ровоам
, сын 
аммонитянки
 Наамы
          |
        
Авия

          |
         
Аса

          |
     
Иосафат

          |
       
Иорам

          |
       
Охозия

          |
      
Иоас

          |
      
Амасия

          |
         
Озия

          |
         
Иоафам

          |
         
Ахаз

          |
        
Езекия

          |
       
Манасия

          |
        
Амон

          |
        
Иосия

    ______|________________________
   |               |               |
 
Иоахаз
         
Иоаким
        
Седекия

                   |
                 
Иехония
```

К Давиду возводили своё происхождение и эфиопские цари Соломоновой династии, и грузинская династия Багратионов в труде, изложенном историком Сумбатом Давитисдзе в XI веке.